# Zuera
Zuera es una localidad y municipio español de la provincia de Zaragoza, en Aragón. Perteneciente a la Comarca Central, tiene una población de 8709 habitantes (INE 2024). Conforma junto con las localidades de San Mateo de Gállego, Villanueva de Gállego, Gurrea de Gállego, La Paúl y El Temple la región conocida como Bajo Gállego, si bien esta zona no funciona como comarca administrativa.
Además del casco urbano, comprende las entidades de población de Ontinar de Salz, el barrio del Portazgo —conocido también como barrio de la Estación— y las urbanizaciones de Zuera Sur, Las Lomas del Gállego, El Aliagar y Las Galias.
Perteneciente a la Comarca Central, es la cuarta población con más habitantes de la misma, después de Zaragoza, Utebo y Cuarte de Huerva. El término municipal, de 333,17 km², es el quinto más grande de la provincia y el segundo mayor de la comarca.

## Geografía

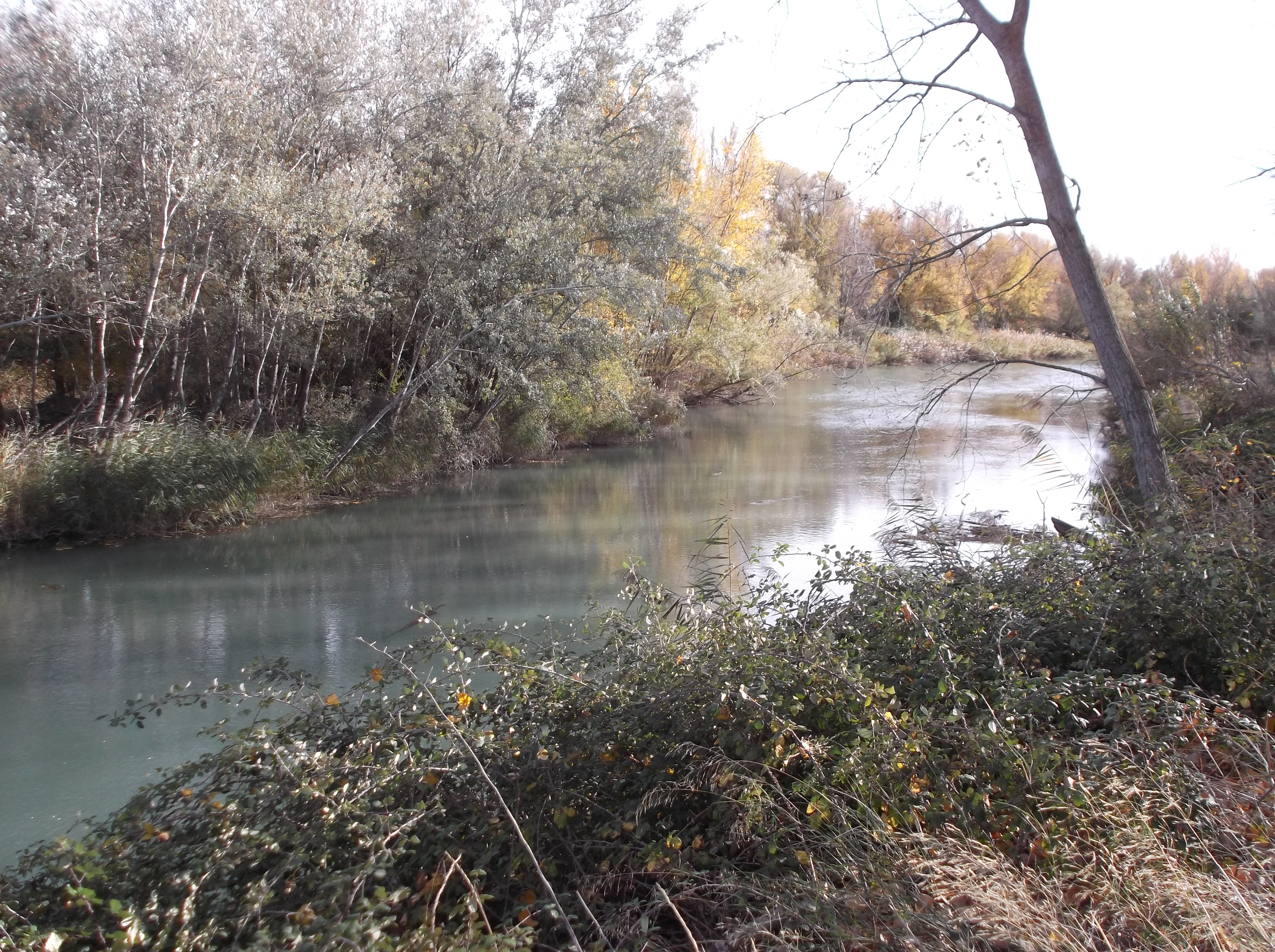
Río Gállego a su paso por Zuera

Integrado en la Comarca Central de Aragón, se sitúa a 27 kilómetros del centro de Zaragoza. El término municipal está atravesado por la autovía Mudéjar (A-23), por la carretera N-330 entre los pK 518 y 537, por las carreteras autonómicas A-123, que conecta con San Mateo de Gállego, y A-124, que se dirige hacia sierra de Luna, y por otras carreteras locales que permiten la comunicación con Castejón de Valdejasa (A-1102) y Gurrea de Gállego. 
El término municipal se encuentra geográficamente ubicado entre la depresión del Ebro y las sierras exteriores prepirenaicas. El río Gállego es el curso fluvial principal y cuenta con una altitud media que ronda los 300 m, aunque en las zonas más altas del monte se alcanzan los 700 m.
La topografía que configura el término municipal es diversa, encontrando una combinación y transición entre espacios llanos y espacios alomados. Las zonas con topografía más llana, corresponden a la morfología propia de la dinámica y génesis del río Gállego, se trata de las terrazas fluviales cuaternarias. Aprovechando las superficies planas de las terrazas fluviales, se ubican los diferentes cascos urbanos de los núcleos que componen el municipio (Zuera, El Portazgo, Barrio de la Estación, Las Galias, Ontinar de Salz, la urbanización El Aliagar y la Entidad Urbanística de Conservación Las Lomas del Gállego), así como los dos polígonos industriales con los que cuenta (El Campillo, Los Huertos y Los Llanos de la Estación). Presenta fuertes variaciones topográficas, desde los 748 metros sobre el nivel del mar de La Lomaza, en la sierra de Las Pedrosas, hasta los 243 metros, al sur, a orillas del río Gállego. El pueblo se alza a 279 metros sobre el nivel del mar. 
| Noroeste: Sierra de Luna y Las Pedrosas    | Norte: Gurrea de Gállego (Huesca) | Noreste: Gurrea de Gállego (Huesca) y Leciñena |
| Oeste: Castejón de Valdejasa y Zaragoza    |                                   | Este: San Mateo de Gállego                     |
| Suroeste: Zaragoza y Villanueva de Gállego | Sur: Villanueva de Gállego        | Sureste: San Mateo de Gállego y Zaragoza       |

## Toponimia
El término Zuera proviene del árabe صخيرة, ṢuXayra(t), diminutivo de ṢaXra(t) (peña). Por tanto ṢuXayra(t) podría traducirse como peñica.

## Historia

### Edad Antigua
En la localidad pudo existir algún tipo de asentamiento previo a la época romana. La región se hallaba integrada en territorio de los ilergetes y podría haber estado poblada por vascitanos.
Estaba emplazaba en la zona fronteriza con el territorio de los vascones, que se extendían a lo largo de una franja de norte a sur desde el Pirineo hasta el Ebro. La proximidad a los dominios vascones y la influencia que estos pudieran tener en el territorio de los ilergetes, ha llevado a algunos autores a sostener que el topónimo Zuera proviene del término vasco «zubi», que en euskera significa «puente».
Las primeras noticias fidedignas sobre los pobladores de la zona de Zuera provienen de la época de la romanización. Casi todos los investigadores sitúan en las cercanías del actual casco urbano la antigua Gallicum, mencionada en el Itinerario de Antonino —redactado en el siglo III—, en la calzada romana que iba de Cesaraugusta hasta el Bearn, pasando por Osca. El nombre romano de Gallicum podría proceder del río Gállego, considerado el paso obligado desde las Galias a la Hispania Citerior.

### Edad Media
De la época del dominio musulmán datan las primeras noticias, así como el origen de la actual Zuera. Fue la antigua Zufaria, nombre árabe que, de acuerdo a ciertos autores, significa «bonita»; otros autores sostienen que el significado de su topónimo árabe es «el Peñasquito», apareciendo citada la localidad en documentos medievales como Çuffarie y Çofera.
La reconquista de Zuera debió tener lugar justo antes de la conquista de Zaragoza en 1118. Alfonso I el Batallador contó con la ayuda de los gascones Gastón IV de Bearn y Céntulo II de Bigorra, siendo los gascones quienes introdujeron en Zuera el culto a San Licer, evangelizador del Bearn y patrón de la villa. En torno al siglo XII se introdujo el culto a la Virgen del Salz, que según las crónicas se apareció a un caballero de alguna de las órdenes militares de la época.

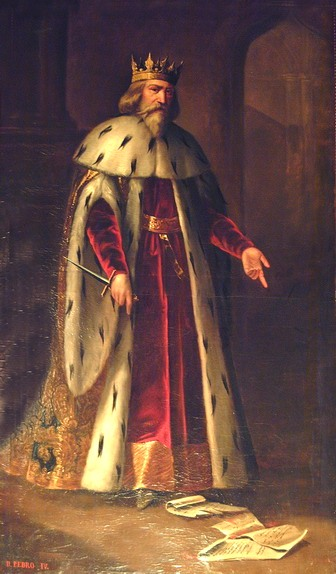
Pedro IV, monarca que, pese a la oposición de los vecinos, vendió Zuera al Concejo de Zaragoza (1366).

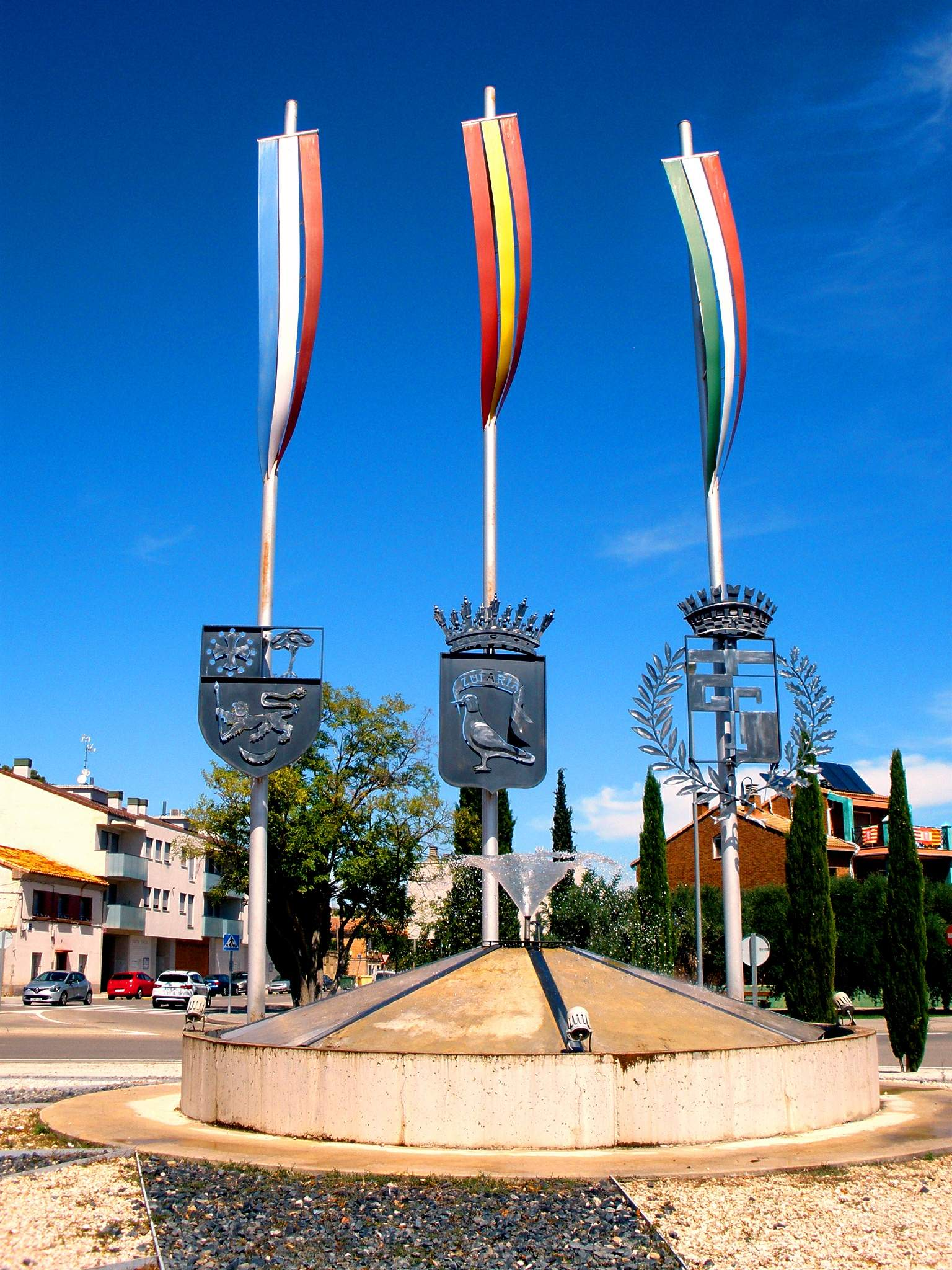
Rotonda en Zuera dedicada al hermanamiento del municipio con las poblaciones de Ramonville (Francia) y Tréscore (Italia).

La villa perteneció, entre otros, a Artal de Luna, señor que castigó a los vecinos por unas supuestas atrocidades cometidas en Erla. Ante este hecho, los vecinos de Zuera le acusaron ante el Justicia de Aragón, quien le impuso una sanción. Después de este episodio, Zuera y las aldeas de Leciñena y San Mateo de Gállego se reincorporaron a la Corona de Aragón. En Zuera, que tuvo voto en Cortes, se terminaron en 1285 las que Pedro III había comenzado en Huesca. 
En 1366, el monarca Pedro IV el Ceremonioso, obligado por los gastos de la guerra de los Dos Pedros, vendió la villa de Zuera y sus aldeas al Concejo de Zaragoza, con todas sus posesiones, tributos y derechos, en 170 000 sueldos jaqueses. Los vecinos intentaron sin éxito recaudar dicha suma para que la villa no fuera separada de la Corona. Alfonso V, por la misma causa, vendió a Zaragoza, en 1432, el "Ius luendi" o derecho de redención y carta de gracia de Zuera. Por todo ello, Zaragoza quedó dueña absoluta de la villa y baronía, que en aquellos tiempos percibía uno de los cinco peajes que pagaban las mercancías que se transportaban por la ruta de Zaragoza a Francia. Este orden de cosas se mantuvo hasta 1617.

### Edad Moderna
El historiador Jordán de Asso señala que a finales del siglo XVIII, Zuera contaba en las márgenes del Gállego con una «dilatada vega de 3.000 cahizadas regables, y otras 1.000 en el monte. Éste es muy dilatado, y vestido de romerales, del que se alimentan muchos abejares, que producen la miel más estimada de Aragón». Las actividades agrícolas y comerciales, motivadas por el tránsito constante de mercancías en dirección norte-sur y procedentes de las Cinco Villas, propiciaban un fácil asentamiento en la zona.

### Edad Contemporánea
Pascual Madoz, en su Diccionario geográfico-estadístico-histórico de España de 1845, establece que la población de Zuera era de 284 vecinos y 1350 almas, indicando que la villa: 

Tiene 280 casas... distribuidas en 5 calles anchas, rectas y mal empedradas, y una plaza; casa de ayuntamiento, en la que también está la cárcel y escuela de primeras letras, dotada con 2.800 reales... En su término hay un edificio que fue convento, llamado de los Santos, donde antes de la exclaustración de los religiosos en 1835 existía una comunidad de la orden de Agustinos Descalzos.

Sobre la actividad económica de Zuera, Madoz destaca la producción de trigo, cebada, avena, maíz, vino, judías, patatas, algunas legumbres y verduras. También señala que había dos fábricas de salitre y dos molinos harineros.
Ya en el siglo XX, el 31 de julio de 1915 tuvo lugar una tormenta de extraordinarias proporciones que prácticamente asoló la localidad de Zuera. La enorme tormenta de pedrisco, acompañada de viento huracanado, ocasionó que en varios lugares el granizo alcanzara una altura de tres metros. La prensa de la época describía así la magnitud de la catástrofe: «El viento huracanado tronchó arboles, arrasó las mieses y derribó los postes del teléfono y de la línea eléctrica, quedando la población a oscuras. Zuera presenta un cuadro aterrador, y en las calles pedazos de persianas, tejas, ladrillos y otros objetos, arrancados por el viento». Estos sucesos acabaron con la vida de cuatro vecinos.
La posterior guerra civil española tuvo importantes repercusiones en la localidad. Antes de su inicio, tras las elecciones generales de España de 1936, aconteció que el 13 de marzo de 1936 se tiroteó el Casino Republicano desde el Casino Monárquico, al sentirse la derecha local amenazada por el triunfo del Frente Popular. El ataque se saldó con un muerto, varios heridos y más de 60 derechistas detenidos. Zuera es considerado uno de los pueblos aragoneses que más padeció la violencia de la guerra, ya que el primer gran bombardeo que hubo en Aragón fue en esta localidad, registrándose en él ocho muertos, entre ellos seis niños. La represión también fue especialmente dura. Aunque al estallar el conflicto, al parecer tan sólo uno de los vecinos se resistió a los seguidores de Franco, en menos de un año fueron fusiladas por los sublevados más de 180 personas, de las que 23 eran mujeres.
Más recientemente, el 5 de agosto de 2008, se declaró un incendio a causa de un accidente de automóvil en el Alto de San Sebastián y, debido a los fuertes vientos, el fuego se propagó hasta quemar más de 2200 hectáreas. El lugar donde sucedió el siniestro está a escasos kilómetros del cerro de la Palomera, donde en 1995 también ardieron 4200 hectáreas.

## Demografía
Zuera cuenta con una población de 8709 habitantes (INE 2024).
| Gráfica de evolución demográfica de Zuera entre 1842 y 2021                                                         |
| |
| Población de derecho según los censos de población del INE Población de hecho según los censos de población del INE |

En el censo de población de 1495, Zuera figura con 151 «fuegos» (casas), lo que equivale a unos 650 habitantes. Durante el siglo XVI la población de Zuera continuó creciendo y en el censo de 1610 contaba con 250 fuegos. En el siglo XX, el crecimiento demográfico fue constante: 2597 habitantes de 1900, 4046 en 1930, 5230 en 1960 y 5562 habitantes en 2001.

### Economía
La principal base económica de Zuera es la agricultura, con 18 012 hectáreas de labor de acuerdo al censo agrícola de 1972, de las que una quinta parte corresponde a regadío. El regadío en el fondo del valle recibe el agua de acequias derivadas del Gállego y del Canal de la Violada. Los productos principales son el maíz, la alfalfa, el trigo, algunas praderas y cultivos hortícolas.
La actividad industrial ha ido progresivamente adquiriendo mayor protagonismo. Entre las industrias instaladas destacan las alimentarias, textiles, construcción y otras. El despegue industrial de Zuera empezó a finales de la década de 1960, al inaugurarse el polígono «El Campillo». En la actualidad, el polígono industrial «Los Llanos de la Estación», construido por SEPES —Entidad Pública Empresarial de Suelo— a iniciativa municipal, cuenta con un elevado nivel de ocupación.

## Administración y política
| Periodo   | Nombre                      | Partido | Partido                                            |
| --------- | --------------------------- | ------- | -------------------------------------------------- |
| 1979-1983 | Andrés Cuartero Moreno      |         | Partido de los Socialistas de Aragón (PSOE-Aragón) |
| 1983-1995 | Javier Puyuelo Castillo     |         | Partido de los Socialistas de Aragón (PSOE-Aragón) |
| 1995-1999 | José Manuel Larqué Gregorio |         | Partido Popular de Aragón (PP)                     |
| 1999-2004 | Javier Puyuelo Castillo     |         | Partido de los Socialistas de Aragón (PSOE-Aragón) |
| 2004-2007 | Francisco Gracia Marcuello  |         | Independiente                                      |
| 2007-2012 | José Manuel Larqué Gregorio |         | Partido Popular de Aragón (PP)                     |
| 2012-2015 | Antonio Bolea Gabaldón      |         | Partido Popular de Aragón (PP)                     |
| 2015-2023 | Luis Zubieta Lacámara       |         | Partido de los Socialistas de Aragón (PSOE-Aragón) |
| 2023-act. | José Manuel Salazar Salas   |         | Partido de los Socialistas de Aragón (PSOE-Aragón) |

| Partido político    | Partido político                                    | 1987   | 1991   | 1995   | 1999   | 2003   | 2007   | 2011   | 2015   | 2019   |
| Partido político    | Partido político                                    | Ediles | Ediles | Ediles | Ediles | Ediles | Ediles | Ediles | Ediles | Ediles |
|                     | Partido de los Socialistas de Aragón (PSOE-Aragón)  | 8      | 8      | 6      | 7      | 7      | 6      | 6      | 5      | 6      |
|                     | Alianza Popular (AP)-Partido Popular de Aragón (PP) | 0      | 2      | 4      | 5      | 6      | 6      | 6      | 4      | 4      |
|                     | Partido Aragonés (PAR)                              | 4      | 2      | 3      | 1      | 0      | 1      | 1      | 1      | 1      |
|                     | Somos Zuera                                         | —      | —      | —      | —      | —      | —      | —      | 2      | 1      |
|                     | Federación de los Independientes de Aragón (FIA)    | —      | —      | —      | —      | —      | —      | —      | 1      | 1      |
|                     | Vox                                                 | —      | —      | —      | —      | —      | —      | —      | —      | 0      |
|                     | Ciudadanos (CS)                                     | —      | —      | —      | —      | —      | —      | —      | —      | 0      |
|                     | Chunta Aragonesista (CHA)                           | —      | —      | —      | —      | 0      | —      | —      | —      | —      |
|                     | Izquierda Unida (IU)                                | 1      | 1      | 0      | —      | —      | —      | —      | —      | —      |
|                     | Partido del Trabajo de España (PTE)                 | 0      | —      | —      | —      | —      | —      | —      | —      | —      |
| Total de concejales | Total de concejales                                 | 13     | 13     | 13     | 13     | 13     | 13     | 13     | 13     | 13     |

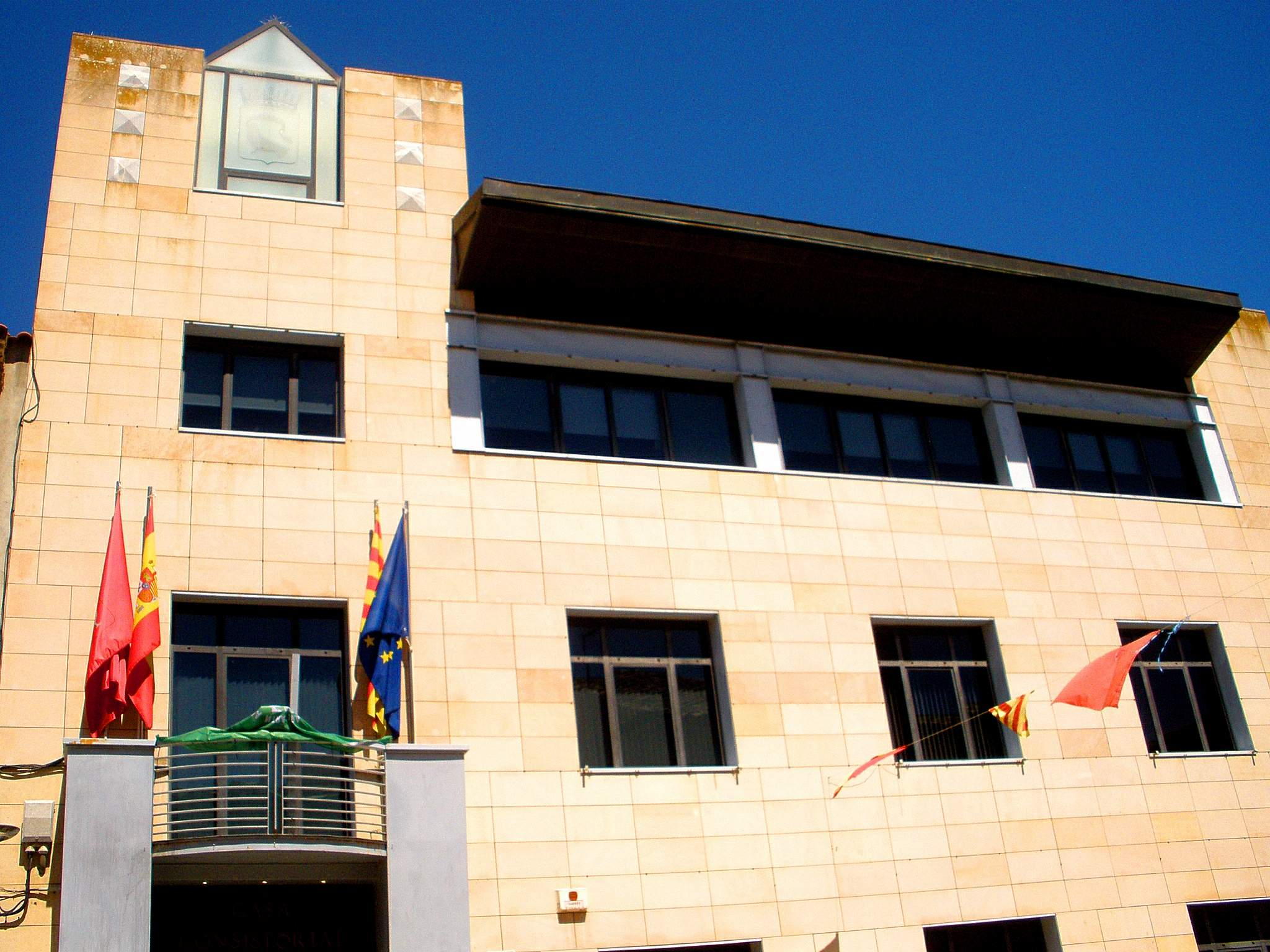
Ayuntamiento de Zuera, en la plaza de España

- Tanto en 2015 como en 2019 IU se integra dentro en la coalición de Somos Zuera.

## Patrimonio

### Patrimonio religioso

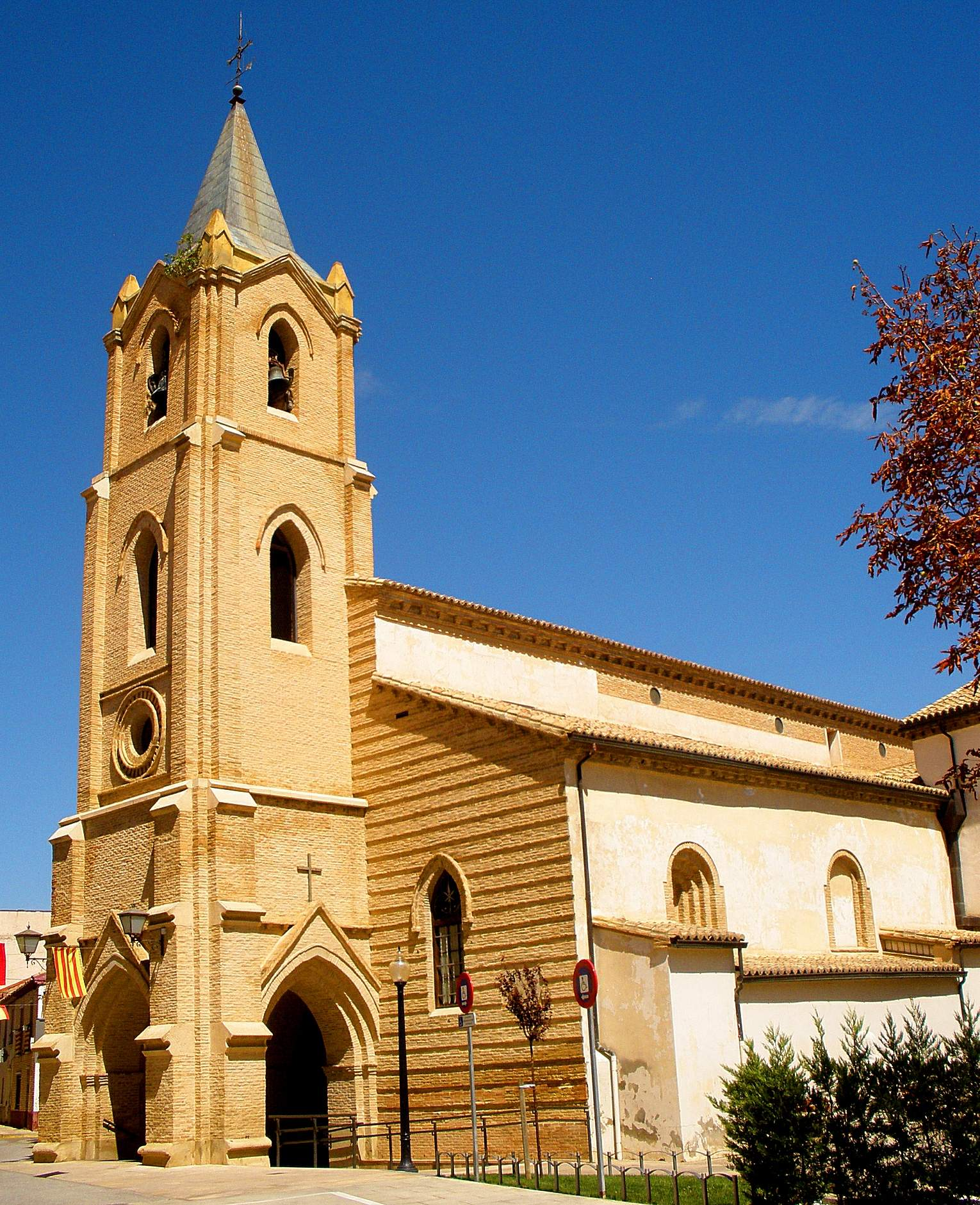
Iglesia de San Pedro, templo de origen medieval con influencias cistercienses

El templo más reconocido en la localidad es la iglesia parroquial de San Pedro, con fábrica primitiva mudéjar de los siglos XII y XIII, aunque con importantes alteraciones, sobre todo a partir del siglo XVI. La torre, destruida por un rayo en el siglo XIX, se reconstruyó a finales de la década de 1990 en estilo neogótico. Durante diferentes obras de restauración, es de destacar que ha salido a la luz un arco románico y restos de pintura mudéjar que pueden datar del siglo XII. En su interior se conserva un retablo plateresco de 1548. Igualmente interesante es la sacristía, de planta rectangular y cubierta con cuatro tramos de bóveda de lunetos, cuyo autor pudo ser Ventura Rodríguez.
La ermita de la Virgen del Salz, patrona de la villa, dista nueve kilómetros del municipio. Parece ser que su origen fue un castillo o asentamiento defensivo de origen musulmán.
La planta es de una sola nave de cinco tramos cubiertos con bóveda de cañón rebajado con lunetos.

### Patrimonio civil
Es interesante el casco urbano en torno a la calle Mayor y plaza de España. 

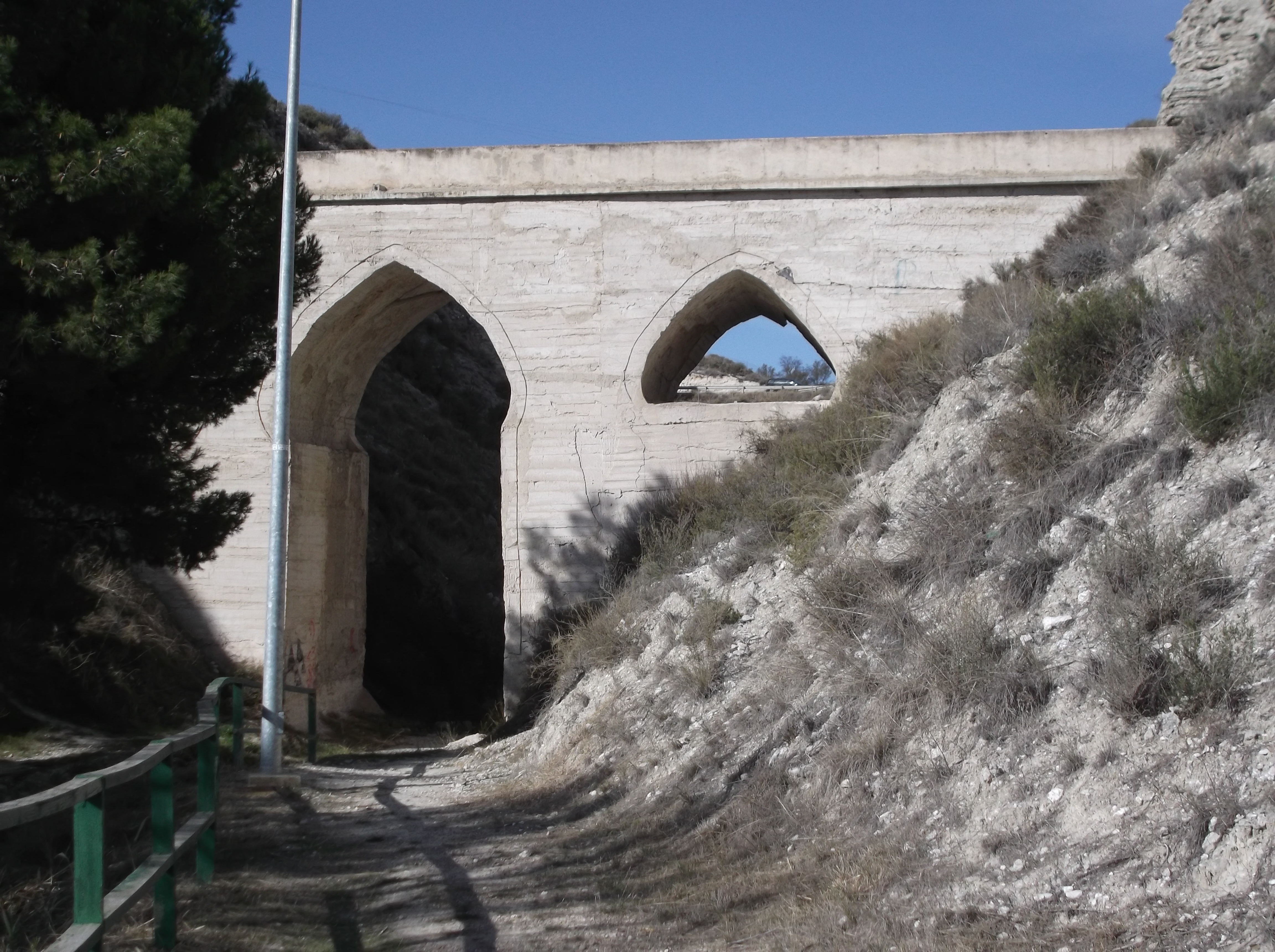
Arco de la Mora, acueducto de la segunda mitad del

Además, en las inmediaciones del municipio se encuentra el curioso Arco de la Mora, obra hidráulica construida en la segunda mitad del siglo XI durante la época islámica. Se cree que esta construcción fue un intento fallido de los árabes de construir una gran acequia, para lo que se levantó el arco que salva el barranco y se excavaron las galerías que llevarían el cauce por el interior de las rocas. Posiblemente la obra no llegó a acabarse nunca. El acueducto, actualmente restaurado, presentaba semioculto un arco de sillería de grandes piedras que pudiera ser de época romana.

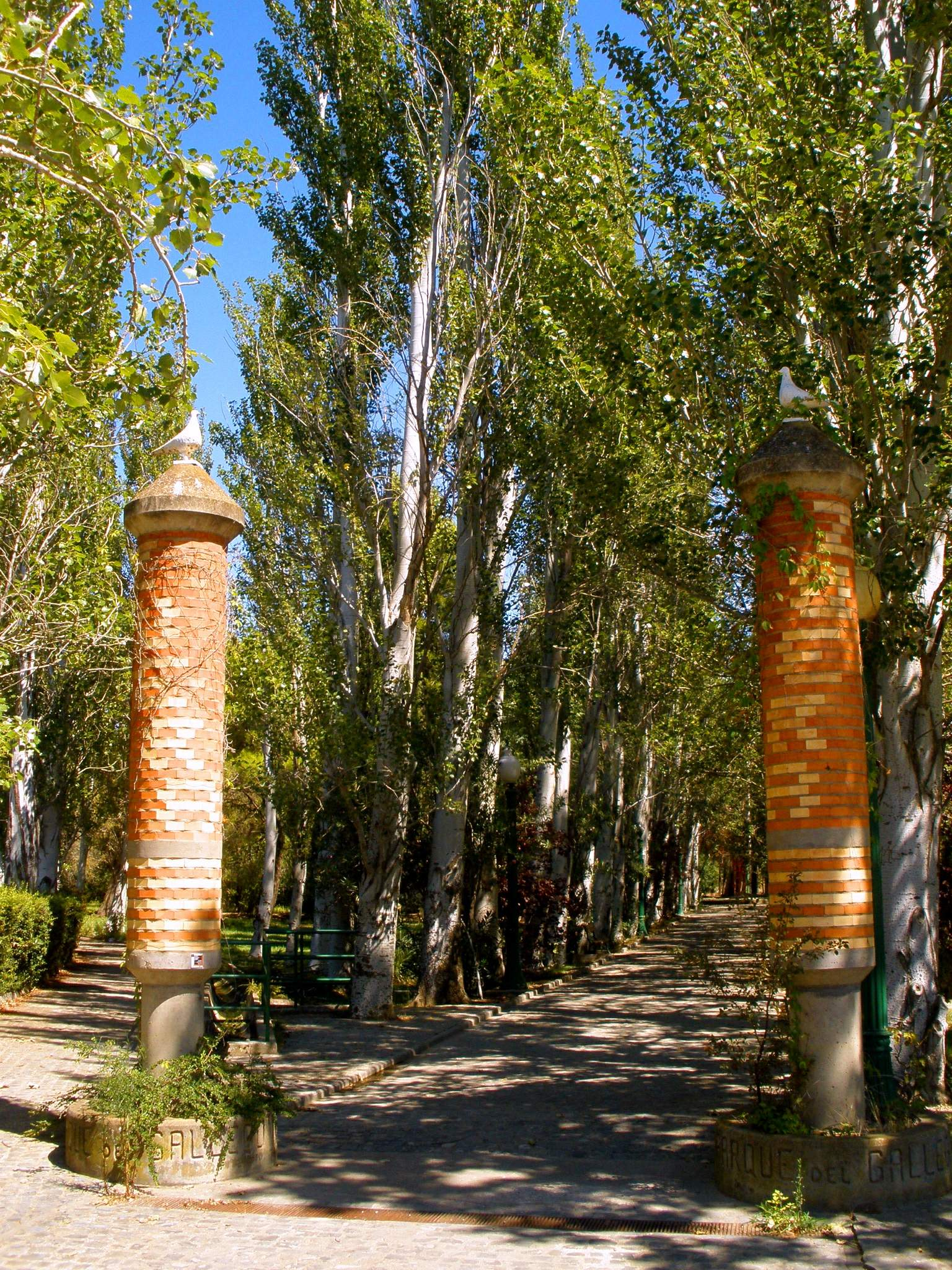
Entrada al parque fluvial del Gállego

De reciente construcción es el parque fluvial, creado con el fin de promover el acercamiento al patrimonio natural y cultural del río Gállego en su tramo zufariense. Este espacio cuenta con 3500 metros cuadrados de superficie, de los cuales 700 corresponden a formaciones arbóreas. Diseñado por los arquitectos Iñaki Alday, Margarita Jover y María Pilar Sancho, fue galardonado en 2002 con el premio de arquitectura que concede el Centro de Cultura Contemporánea de Barcelona.

### Patrimonio natural
Entre los términos municipales de Castejón de Valdejasa, Gurrea de Gállego y Zuera, se encuentran los Montes de Zuera, una singular zona de relieves alomados y barrancos de fondo plano. Los ecosistemas existentes, compuestos por pinares, zonas esteparias y sotos de ribera, están incluidos dentro de la declaración de la Red Natura 2000, como LIC (Lugar de Interés Comunitario) y ZEPA (Zona de Especial Protección para las Aves). En la zona noroeste se encuentra un majestuoso pinar, en el que abunda la variedad de Pinus halepensis; dentro de este espacio, existe un ejemplar único por su porte y edad, que recibe el nombre de «Pino de Valdenavarro».

## Cultura

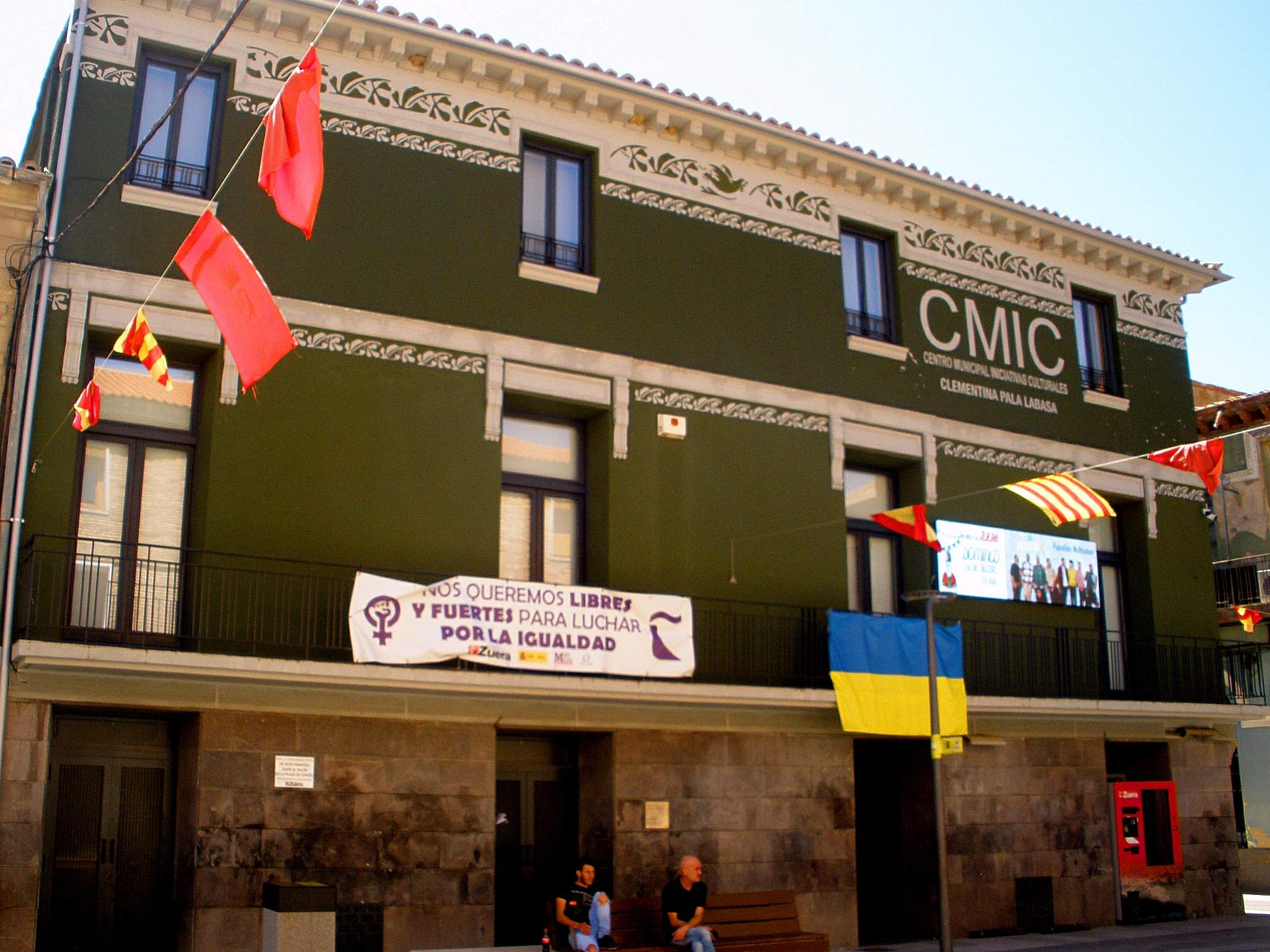
El Centro Municipal de Iniciativas Culturales (CMIC) de Zuera, en la Plaza de España

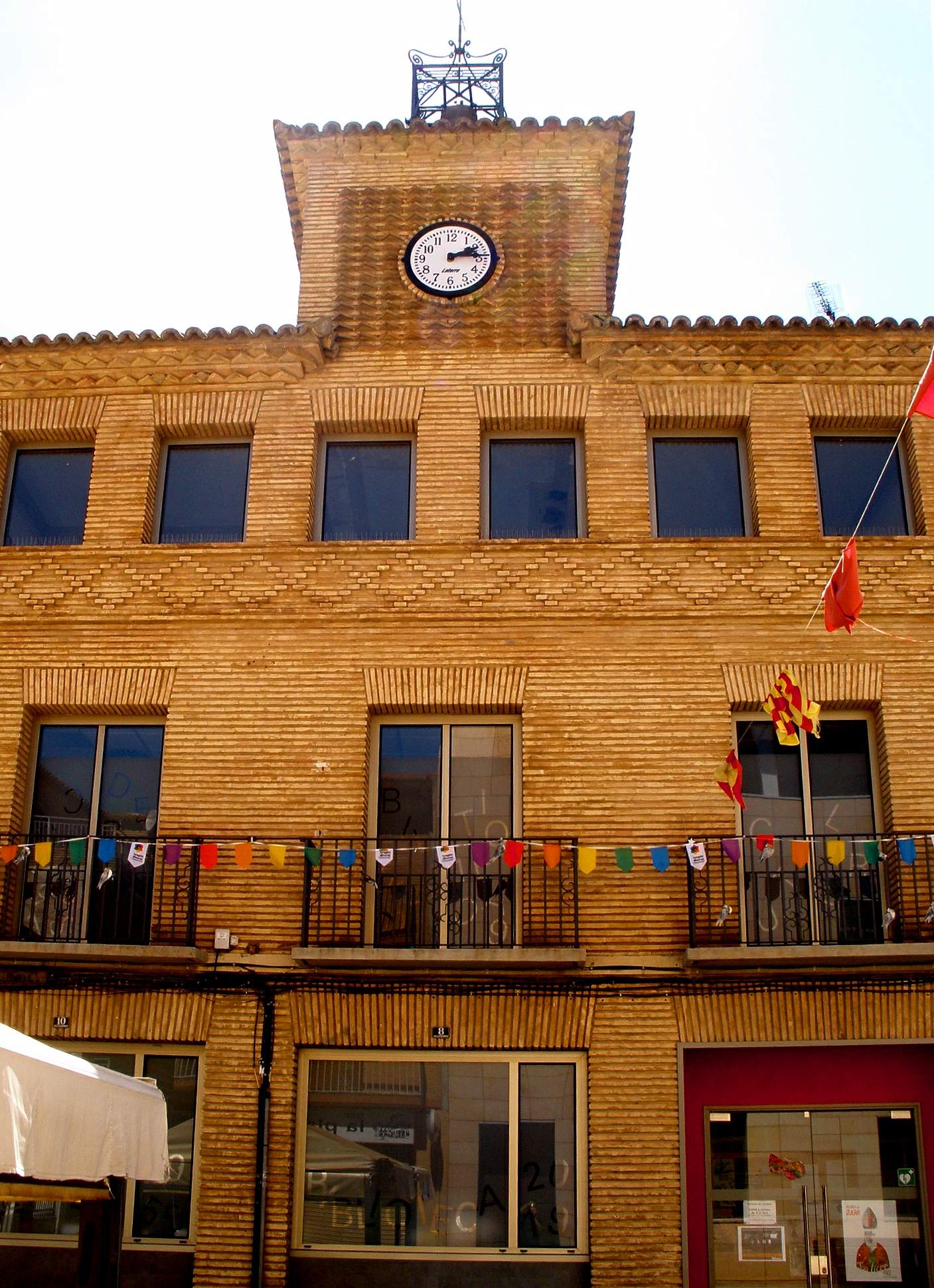
La Biblioteca Municipal de Zuera, en la Plaza de España

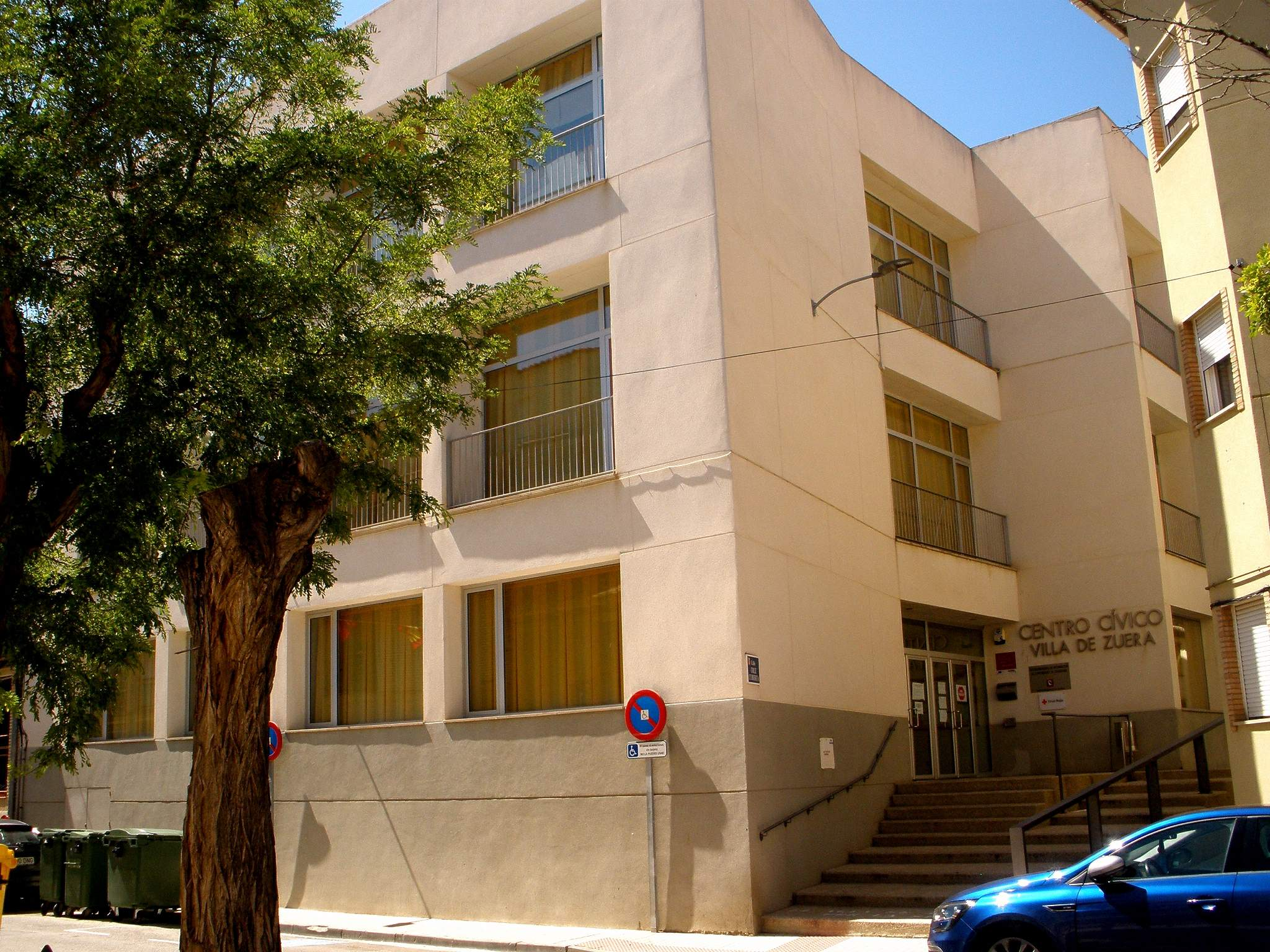
Centro Cívico Villa de Zuera, inaugurado en 2004

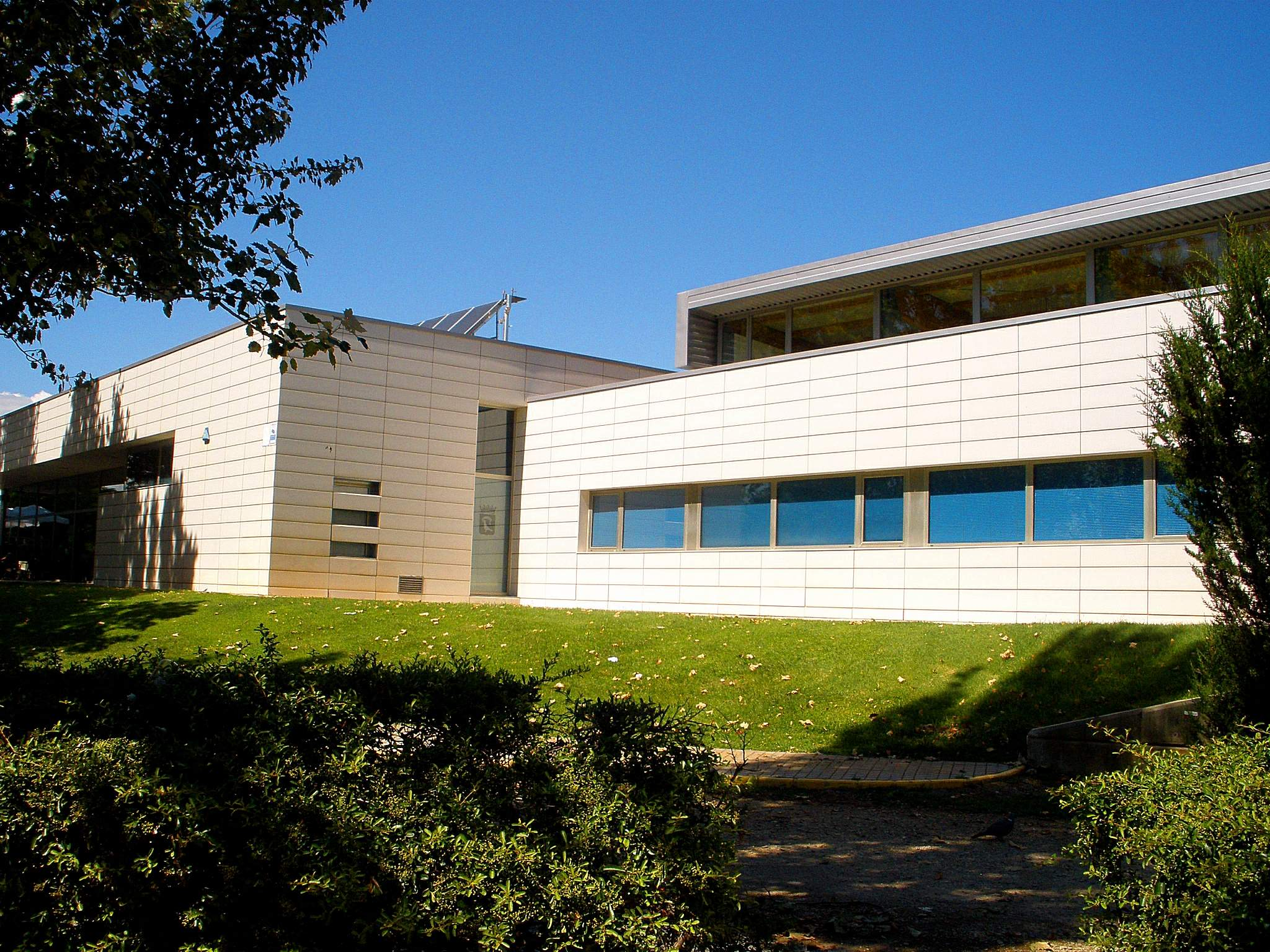
El Complejo Deportivo Municipal de Zuera, inaugurado en 2008

### Fiestas y tradiciones
- El día 23 de abril se celebra la festividad de San Jorge. Por la tarde tiene lugar una capea taurina.
- 50 días después de la Pascua de Resurrección, en Pentecostés, se realiza la romería a la ermita de la Virgen del Salz.
- Del 25 al 30 de agosto tienen lugar las fiestas patronales mayores, en honor a San Licer, patrono de Zuera.
- El segundo fin de semana de septiembre se celebra la Fiesta del Cristo.

En cuanto a tradiciones, el «danze» de Zuera ha sido recuperado recientemente, tras su última interpretación en la década de 1950. Se celebra el día de la Virgen en la ermita de la Virgen del Salz y en él están representados cristianos y moros. Destaca su interpretación musical, siendo uno de los dances actualmente interpretados por gaita de boto aragonesa junto con dulzaina.

### Deportes
- En fútbol, el equipo de la localidad, C.D. Zuera, compite en Regional Preferente.
- En baloncesto, el Club Bajo Gállego Baloncesto Zuera representa a la villa.
- En atletismo, el ADA Zuera representa a la villa a nivel autonómico.
- Hay una asociación de escalada y alpinismo, el G.M. Boira.

### Gastronomía
El «rancho» es un tipo de caldereta a base de conejo y costilla de cerdo. Es común comer el rancho el día de San Jorge, patrón de Aragón, y el día de la Virgen del Salz, patrona de la villa. El postre típico es el «zufarico». También están los encanelaus, tortas de canela rellenas de cabello de ángel, pasas o nueces.

## Ciudades hermanadas
- Ramonville-Saint-Agne (Francia)
- Trescore Balneario (Italia)
- Ansó (Huesca)